# Marija Orjaškovová
Marija Gerginova Orjaškovová (* 12. prosince 1988) je bulharská zápasnice – sambistka a judistka.

## Sportovní kariéra
Se sambem začínala v 10 letech v obci Bata nedaleko Panagjurište. Připravuje se v Národní sportovní akademii Vasil Levski v Sofii. V sambistické a judistické ženské reprezentaci se pohybuje od roku 2005. V judu se v mezinárodní konkurenci neprosazuje. V zápasu sambo je čtyřnásobnou mistryní světa z let 2006, 2008, 2009 a 2016 ve váze do 80 kg.

## Výsledky

### Judo
| Turnaj             | 2004           | 2005           | 2006           | 2007           |
| Turnaj             | 16             | 17             | 18             | 19             |
| Turnaj             | polotěžká váha | polotěžká váha | polotěžká váha | polotěžká váha |
| ------------------ | -------------- | -------------- | -------------- | -------------- |
| Olympijské hry     | —              |                |                |                |
| Mistrovství světa  |                | —              |                | —              |
| Mistrovství Evropy | —              | —              | —              | úč.            |
| ME do 23 let       | —              | úč.            | —              | úč.            |
| MS juniorů         | —              |                | —              |                |
| ME juniorů         | 7.             | 2.             | úč.            | úč.            |
| ME dorostenců      | 7.             |                |                |                |

### Sambo
| Turnaj             | 2006 | 2007 | 2008 | 2009 | 2010 | 2011 | 2012 | 2013 | 2014 | 2015 | 2016 | 2017 | 2018 |
| Turnaj             | 18   | 19   | 20   | 21   | 22   | 23   | 24   | 25   | 26   | 27   | 28   | 29   | 30   |
| Turnaj             | -80  | -80  | -80  | -80  | -80  | -80  | -80  | -80  | -80  | -80  | -80  | -80  | -80  |
| ------------------ | ---- | ---- | ---- | ---- | ---- | ---- | ---- | ---- | ---- | ---- | ---- | ---- | ---- |
| Mistrovství světa  | 1.   | 2.   | 1.   | 1.   | 3.   | 3.   | 5.   | 2.   | 2.   | 2.   | 1.   | 3.   |      |
| Mistrovství Evropy | 1.   | 1.   | 1.   | 1.   | 1.   | 1.   | 1.   | —    | 2.   | 1.   | —    | 1.   | 1.   |